# Johannes Kessel (Ringer)
Johannes Kessel (* 28. Oktober 1989) ist ein deutscher Ringer. Er wurde 2012 deutscher Meister und 2014 CISM-Militär-Weltmeister jeweils im freien Stil im Schwergewicht.

## Werdegang
Johannes Kessel begann als Jugendlicher 1998 beim KSC Graben-Neudorf mit dem Ringen. Er konzentrierte sich dabei bald auf den freien Stil. Der inzwischen 1,86 Meter große und ca. 100 kg schwere Athlet ringt als Erwachsener im Halbschwergewicht oder im Schwergewicht. Trainiert wurde bzw. wird er von Bernd Bobrich, Frank Heinzelbecker und Alexander Leipold. Nach dem KSC Graben-Neudorf rang er für den KSV Wiesental und den KSV Berghausen und startet seit 2010 für den Bundesligisten SV Germania Weingarten. Er ist Soldat in einer Sportfördergruppe der Bundeswehr.
Seit 2006 gelangen Johannes Kessel gute Platzierungen bei deutschen Meisterschaften im Nachwuchsbereich und bei den Senioren. So belegte er 2006 den 3. Platz bei der deutschen Meisterschaft der A-Jugend in der Gewichtsklasse bis 85 kg. 2008 belegte er jeweils im Halbschwergewicht den gleichen Platz bei der deutschen Juniorenmeisterschaft und wenig später auch bei den Männern im Halbschwergewicht. 2009 gewann er dann bei den Junioren im Halbschwergewicht seinen ersten deutschen Meistertitel vor Kevin Schwäbe vom ASV Dieburg. Bei den Männern belegte er im gleichen Jahr den 2. Platz. Im Finale wurde er dabei von Stefan Kehrer vom KSV Ketsch geschlagen. In den Jahren 2010 und 2011 nahm er an keinen deutschen Meisterschaften teil. Im Jahre 2012 gewann er dann, im Schwergewicht startend, seinen ersten deutschen Meistertitel bei den Senioren. Er verwies dabei Nico Graf vom KFC Leipzig, Franz Süß vom AV Germania Markneukirchen und Toni Bernhardt vom KSC Motor Jena auf die Plätze. 2013 wurde er hinter Nick Matuhin deutscher Vizemeister und kam 2014 bei der deutschen Meisterschaft hinter Nick Matuhin und Robin Ferdinand auf den 3. Platz.
An internationalen Meisterschaften startete Johannes Kessel erstmals im Jahre 2009. Er belegte dabei bei der Junioren-Europameisterschaft in Tiflis den 7. Platz und bei der Junioren-Weltmeisterschaft in Ankara den 12. Platz, jeweils im Halbschwergewicht startend. 2010 kam er bei der Europameisterschaft in Baku im Schwergewicht auf den 12. Platz und bei der Weltmeisterschaft in Moskau im Halbschwergewicht auf den 20. Platz. 2013 war er bei der Weltmeisterschaft in Budapest am Start. Er verlor dort aber seinen ersten Kampf gegen Aiaal Lazarew aus Kirgisistan. Da dieser das Finale nicht erreichte, schied er aus und kam nur auf den 23. Platz.
Ein bemerkenswerter Erfolg gelang Johannes Kessel bei der Militär-Weltmeisterschaft 2014 in Fort Dix/USA. Er holte sich dort den Titel eines Militär-Weltmeisters im Schwergewicht. Auf dem Weg zu diesem Erfolg bezwang er u. a. den chinesischen Weltklasseringer Zhiwei Deng und im Finale Dmitri Popow aus Kasachstan.

## Internationale Erfolge
| Jahr | Platz | Wettbewerb                                   | Gewichtsklasse | Ergebnisse |
| 2008 | 1.    | FILA-Junioren-Turnier in Wolfurt/Österreich  | Halbschwer     | vor Florian Lederer, Deutschland                                                                                         |
| 2009 | 2.    | Intern. Junioren-Turnier in Bratislava       | Halbschwer     | hinter Dániel Ligeti, Ungarn, vor Bogdan Krzyzanski, Polen und Jozef Jaloviar, Slowakei                                  |
| 2009 | 1.    | Intern. Junioren-Turnier in Martigny/Schweiz | Halbschwer     | nach Siegen über Tschikewa, Großbritannien und Mallaret, Frankreich                                                      |
| 2009 | 7.    | Junioren-EM in Tiflis                        | Halbschwer     | nach Sieg über Radosław Baran, Polen und Niederlage gegen Mustafa Özdemir, Türkei                                        |
| 2009 | 12.   | Junioren-WM in Ankara                        | Halbschwer     | nach einem Sieg über Mausam Khatri, Indien und einer Niederlage gegen Wladislaw Baizajew, Russland                       |
| 2010 | 12.   | EM in Baku                                   | Schwer         | nach einer Niederlage gegen Dániel Ligeti (1:2 Runden, 1:7 Punkte)                                                       |
| 2010 | 3.    | Großer Preis von Deutschland in Dortmund     | Halbschwer     | hinter Imants Lagodskis, Lettland und Chetag Pliew, Kanada, gemeinsam mit Radoslaw Dublinowski, Polen                    |
| 2010 | 20.   | WM in Moskau                                 | Halbschwer     | nach einer Niederlage gegen Waleri Andriizew, Ukraine (1:2 Runden, 2:8 Punkte)                                           |
| 2010 | 5.    | Militär-WM in Lahti                          | Halbschwer     | hinter Abasar Eslami, Iran, Iwan Jankouski, Belarus, Radosław Baran und Schamil Dibirow, Ukraine                         |
| 2011 | 3.    | Großer Preis von Spanien in Madrid           | Halbschwer     | hinter William Harth und Kevin Schwäbe, beide Deutschland                                                                |
| 2012 | 2.    | Großer Preis von Deutschland in Dortmund     | Schwer         | hinter Arjan Bhullar, Kanada, vor Oleksandr Chozjaniwskyj, Ukraine und Toni Bernhardt, Deutschland                       |
| 2013 | 5.    | Großer Preis von Deutschland in Dortmund     | Schwer         | hinter Daulet Shabanay, Kasachstan, Richard Csercsics, Ungarn, Dmitri Popow, Kasachstan und Aschkat Kussepow, Kasachstan |
| 2013 | 3.    | Ion-Corneanu-Memorial in Targoviste/Rumänien | Schwer         | hinter Rares Daniel Chintojan und Zaharia Radu Alexandru, beide Rumänien                                                 |
| 2013 | 9.    | Wacław-Ziółkowski-Memorial in Spała          | Schwer         | Sieger: Jamaladdin Magomedow, Aserbaidschan vor Alexei Nikolajew, Belarus                                                |
| 2013 | 23.   | WM in Budapest                               | Schwer         | nach einer Niederlage gegen Aiaal Lazarew, Kirgisistan                                                                   |
| 2014 | 9.    | Alexander-Medwed-Preis in Minsk              | Schwer         | Sieger: Oleksandr Chozjaniwskyj vor Magomedgadschi Nurasulow, Russland                                                   |
| 2014 | 3.    | Großer Preis von Deutschland in Dortmund     | Schwer         | hinter Alexei Schemarow, Belarus und Soslan Gaglojew, Slowakei, gemeinsam mit Nick Matuhin, Deutschland                  |
| 2014 | 1.    | CISM-Militär-WM in Fort Dix/USA              | Schwer         | vor Dmitri Popow, Zhiwei Deng, China und Radosław Baran, Polen                                                           |

## Deutsche Meisterschaften
(nur Seniorenbereich)
| Jahr | Platz | Gewichtsklasse | Ergebnisse                                                                                           |
| 2007 | 10.   | Halbschwer     | Sieger: Stefan Kehrer, KSV Ketsch vor Markus Eichin, TuS Adelhausen                                  |
| 2008 | 3.    | Halbschwer     | hinter Stefan Kehrer, KSV Ketsch und William Harth, KSV Gersweiler                                   |
| 2009 | 2.    | Halbschwer     | hinter Stefan Kehrer, KSV Aalen, vor Christian Pribil, TV Traunstein und Sven Kiefer, RG Hausen-Zell |
| 2012 | 1.    | Schwer         | vor Nico Graf, KFC Leipzig, Franz Süß, AV Germania Markneukirchen und Toni Bernhardt, KSC Motor Jena |
| 2013 | 2.    | Schwer         | hinter Nick Matuhin, 1. Luckenwalder SC, vor Toni Bernhardt und Tunahan Cedimoglu, TSV Aichach       |
| 2014 | 3.    | Schwer         | hinter Nick Matuhin und Robin Ferdinand, TSV Boden                                                   |

Erläuterungen
- alle Wettkämpfe im freien Stil
- WM = Weltmeisterschaft, EM = Europameisterschaft
- Halbschwergewicht, Gewichtsklasse bis 96 kg, Schwergewicht, bis 120 kg Körpergewicht (bis 31. Dezember 2013); seit 1. Januar 2014 gilt eine neue Gewichtsklasseneinteilung durch den Ringer-Weltverband UWW, früher FILA